# Mike Hessman
Michael Steven Hessman (né le 5 mars 1978 à Fountain Valley, Californie, États-Unis) est un joueur de premier et troisième but de baseball. 
Hessman détient le record de 433 circuits dans les ligues mineures de baseball et de 288 circuits dans la Ligue internationale.
Il évolue dans la Ligue majeure de baseball pour les Braves d'Atlanta en 2003 et 2004, pour les Tigers de Détroit en 2007 et 2008, puis les Mets de New York en 2010.

## Carrière
Après des études secondaires à la Mater Dei High School à Santa Ana (Californie), Mike Hessman est drafté le 4 juin 1996 par les Braves d'Atlanta. Il passe sept saisons en Ligues mineures au sein de l'organisation des Braves avant d'effectuer ses débuts en Ligue majeure le 22 août 2003. 
Devenu agent libre après la saison 2004, Hessman rejoint les Tigers de Détroit le 7 janvier 2005. Ses apparitions restent rares en Ligue majeure : 17 matchs en 2007 et 12 en 2008. Il frappe 9 circuits et obtient 19 points produits dans ces 29 parties jouées pour les Tigers. Laissé à la disposition de l'équipe olympique des États-Unis, il remporte avec Team USA une médaille de bronze lors des Jeux olympiques de Pékin en août 2008.
Hessman passe toute la saison 2009 en Triple-A avec les Mud Hens de Toledo. Devenu agent libre à l'issue de cette saison, il signe un contrat de Ligues mineures chez les Mets de New York le 8 décembre 2009. Après 32 parties jouées pour les Mets en 2010, il prend le chemin du Japon en 2011 et évolue avec les Orix Buffaloes de la Ligue Pacifique. Il passe 2012 aux États-Unis avec les RedHawks d'Oklahoma City, un club-école des Astros de Houston. Hessman est mis sous contrat par les Reds de Cincinnati le 12 novembre 2012.
En 2014, il devient le 8e joueur à frapper 400 circuits dans les ligues mineures, incluant celles au Mexique. Il bat le record de 258 circuits en Ligue internationale, surpassant la marque établie par Ollie Carnegie de 1931 à 1945.
Le 3 août 2015, Mike Hessman frappe son 433e circuit pour établir le nouveau record des ligues mineures. Il le réussit pour les Mud Hens de Toledo aux dépens des IronPigs de Lehigh Valley et de leur lanceur Dustin McGowan,. Il bat l'ancienne marque de 432 établie par Buzz Arlett de 1918 à 1937, dans les rangs mineurs aux États-Unis. Héctor Espino est parfois considéré recordman avec ses 484 circuits de 1960 à 1984, mais ce total a été presque exclusivement atteint dans les ligues mineures mexicaines, où il a cogné 481 circuits.
Il termine sa carrière avec le nouveau record de 433 circuits en ligues mineures et annonce sa retraite le 28 novembre 2015. Il détient aussi les records de circuits en carrière dans la Ligue internationale (288) et pour les Mud Hens de Toledo (184).